# José Sulaimán
José Sulaimán est un dirigeant sportif mexicain né le 30 mai 1931 à Ciudad Victoria, Tamaulipas, et mort à Los Angeles le 16 janvier 2014.
Il a été élu le 5 décembre 1975 président de la World Boxing Council, l'une des 4 principales organisations internationales de boxe anglaise professionnelle.
Sulaimán est notamment à l'origine de la réduction de la durée des combats de championnats de 15 à 12 rounds ; de la pesée officielle des boxeurs 24h avant chaque combat et de la création des catégories de poids intermédiaires. Il fut également membre de l'International Boxing Hall of Fame à partir de 2007.